# Adamów (powiat chełmski)
Adamów – kolonia w Polsce położona w województwie lubelskim, w powiecie chełmskim, w gminie Rejowiec.
W latach 1975–1998 miejscowość należała administracyjnie do województwa chełmskiego. 
Kolonia jest sołectwem w gminie Rejowiec. Według Narodowego Spisu Powszechnego (III 2011 r.) liczyła 170 mieszkańców i była dwunastą co do wielkości miejscowością gminy Rejowiec.
Wierni Kościoła rzymskokatolickiego należą do parafii św. Jozafata Kuncewicza w Rejowcu.

## Szlaki turystyczne
Szlak Mikołaja Reja